# 12603 Tanchunghee
12603 Tanchunghee eller 1999 RF184 är en asteroid i huvudbältet som upptäcktes den 9 september 1999 av LINEAR i Socorro County, New Mexico. Den är uppkallad efter Tan Chun Ghee.
Asteroiden har en diameter på ungefär 2 kilometer och den tillhör asteroidgruppen Nysa.